# Радослав Марјановић
Радослав Марјановић (Београд, 1989) српски је економиста и политичар, председник Градске општине Стари град.

## Биографија
Завршио је Основну школу „Дринка Павловић“ и Пету београдску гимназију, а потом је дипломирао на Факултету за економију, финансије и администрацију (ФЕФА) Универзитета Метрополитан у Београду. Мастер студије на Факултету политичких наука Универзитета у Београду је уписао 2017. године. Био је стипендиста Фонда за политичку изузетност.
У Министарству омладине и спорта је радио од 2014. до 2019. године, као члан кабинета министра задужен за послове међународне сарадње, унапређивања омладинске политике, подстицања омладинског предузетништва и запошљавања младих. Радио је и као менаџер увоза и извора при Институту за нуклеарне науке у Винчи.
Члан Српске напредне странке је постао 2010. године. Одборник у Скупштини града Београда је од 2014. године. Био је председник градског Савета за буџет и финансије. За градског одборника је поново изабран 2018. године и од тада је био заменик шефа одборничке групе Српске напредне странке у Скупштини града Београда.
За председника Градске општине Стари град је изабран 24. августа 2020. године. За њега је гласало 43 од 52 присутна, односно 56 одборника укупно.